# Sande (São Clemente)
Sande (São Clemente) (oficialmente; também usado São Clemente de Sande) é uma povoação portuguesa do Município de Guimarães que foi sede da extinta Freguesia de São Clemente de Sande, freguesia que tinha 4,87 km² de área e 1 695 habitantes (2011), e, por isso, uma densidade populacional de 348 hab/km².
A Freguesia de São Clemente de Sande foi extinta em 2013, no âmbito de uma reforma administrativa nacional, para, em conjunto com a Freguesia de Vila Nova de Sande, formar uma nova freguesia denominada União das Freguesias de Sande Vila Nova e Sande São Clemente com a sede em Sande Vila Nova.

## População
| População da freguesia de Sande (São Clemente) (1864 – 2011) | População da freguesia de Sande (São Clemente) (1864 – 2011) | População da freguesia de Sande (São Clemente) (1864 – 2011) | População da freguesia de Sande (São Clemente) (1864 – 2011) | População da freguesia de Sande (São Clemente) (1864 – 2011) | População da freguesia de Sande (São Clemente) (1864 – 2011) | População da freguesia de Sande (São Clemente) (1864 – 2011) | População da freguesia de Sande (São Clemente) (1864 – 2011) | População da freguesia de Sande (São Clemente) (1864 – 2011) | População da freguesia de Sande (São Clemente) (1864 – 2011) | População da freguesia de Sande (São Clemente) (1864 – 2011) | População da freguesia de Sande (São Clemente) (1864 – 2011) | População da freguesia de Sande (São Clemente) (1864 – 2011) | População da freguesia de Sande (São Clemente) (1864 – 2011) | População da freguesia de Sande (São Clemente) (1864 – 2011) |
| ------------------------------------------------------------ | ------------------------------------------------------------ | ------------------------------------------------------------ | ------------------------------------------------------------ | ------------------------------------------------------------ | ------------------------------------------------------------ | ------------------------------------------------------------ | ------------------------------------------------------------ | ------------------------------------------------------------ | ------------------------------------------------------------ | ------------------------------------------------------------ | ------------------------------------------------------------ | ------------------------------------------------------------ | ------------------------------------------------------------ | ------------------------------------------------------------ |
| 1864                                                         | 1878                                                         | 1890                                                         | 1900                                                         | 1911                                                         | 1920                                                         | 1930                                                         | 1940                                                         | 1950                                                         | 1960                                                         | 1970                                                         | 1981                                                         | 1991                                                         | 2001                                                         | 2011                                                         |
| 704                                                          | 678                                                          | 692                                                          | 759                                                          | 833                                                          | 810                                                          | 847                                                          | 964                                                          | 1 203                                                        | 1 458                                                        | 1 504                                                        | 1 502                                                        | 1 751                                                        | 1 722                                                        | 1 695                                                        |